# شاریبرت یکم
شاریبرت یکم یا کاریبرت یکم (زادهٔ پیرامون ۵۱۷ – درگذشتهٔ نوامبر یا دسامبر ۵۶۷) پادشاه پاریس از دودمان مروونژی بود که از ۵۶۱ تا ۵۶۷ حکومت کرد.

## زندگی‌نامه
شاریبرت پسر کلوتار یکم و اینگوند و دومین پسر بزرگ آنها بود که پیرامون سال ۵۱۷ یا ۵۲۰ میلادی زاده شد. پسر بزرگتر، گونتار نام داشت که کمی پیش از مرگ پدر درگذشت.
کلوتار در سال ۵۵۶، شاریبرت و برادر کوچکترش گونترام را به مقابله با کوچکترین پسر خود شرام که سر به شورش برداشته بود فرستاد. شرام در کوهستان سیاه واقع در لیموزین پنهان شده‌بود و مذاکره با او نتیجه‌ای دربر نداشت. پس دو سپاه آمادهٔ نبرد بایکدیگر شدند. اما وقوع توفان مانع از شروع جنگ شده و شرام با فرستادن نامه‌هایی ساختگی به برادرانش خبر از مرگ پدرشان داد. شاریبرت و گونترام با باور این موضوع بی‌درنگ به بورگوندی بازگشتند تا موقعیتشان را تثبیت نمایند.
با مرگ واقعی کلوتار یکم در سال ۵۶۱، سرزمین فرانک‌ها بین پسرانش با ترکیبی جدید تقسیم شد بدین صورت که هر پسر بر قلمرویی مجزا فرمان می‌راند و ضرورتی وجود نداشت که این قلمرو حتماً از نظر جغرافیایی منسجم باشد، بلکه می‌توانست از دو ناحیهٔ ناپیوسته با شهری مهم تشکیل شده‌باشد. نام هر کدام از این پادشاهی‌ها نیز تابع نام همان شهر بود. در این تقسیم اراضی نوستریا (ناحیه‌ای در میان سوم و لوآر)، آکیتن و نوامپوپولنا با مرکزیت پاریس به شاریبرت رسید. همچنین روان، تور، پواتیه، لیموژ، بوردو، تولوز، کئور و البی از جمله شهرهای مهمی بودند که زیر فرمان او قرار گرفتند. در مقابل بورگوندی به گونترام، اوسترازیا همراه با رنس و مرکزیت متز به سیگبرت و قلمرویی جمع‌وجور با مرکزیت سوآسون به کوچکترین برادر، شیلپریک، رسید.
شاریبرت چندین معشوقه داشت و از آنان فرزندانی. او همچنین از همسرش اینگوبرگا صاحب دختری بود به نام برتا که او را به ازدواج اتلبرت، پادشاه کافر کنت درآورد. برتا اسقف لیودهارد را با خود به‌عنوان اقرارآورندهٔ شخصی خود برد و توانست به‌عنوان همسر اتلبرت چنان تأثیری بر دربار او بگذارد که نتیجه‌اش موفقیت سنت آگوستین کانتربری در تبلیغ مسیحیت در کنت در سال ۵۹۷ بود.
شاریبرت فردی سخنور و دانش‌آموخته در علم قانون بود اما علی‌رغم این موضوع، او فاسدالاخلاق‌ترین فرد درمیان مِرووٙنژی‌های اولیه نیز به‌شمار می‌رفت. او تا آنجا پیش رفت که طرد و تکفیر گردید و مرگش در ۵۶۷ در نتیجهٔ زیاده‌روی‌های او روی داد. پس از مرگ شاریبرت برادرانش قلمرو او را بین خود تقسیم کرده و طبق توافقی اولیه، پاریس را به‌طور مشترک دراختیار گرفتند. او چهار همسر داشت و آخرین بازماندهٔ آنها ملکه تئوشیلد پیشنهاد ازدواج با گونترام را مطرح ساخت، اما تشکیل شورایی در سال ۵۵۷ در پاریس این ازدواج را زنا با محارم دانست و آنرا غیرقانونی اعلام کرد. گونترام به‌منظور محافظت از ملکه و علی‌رغم میل تئوشیلد او را در صومعه‌ای در ارل سکنی داد.
مهمترین منبع دربارهٔ زندگی شاریبرت «تاریخچهٔ فرانک‌ها» به قلم گرگوری توری است و از نظر منبعی انگلیسی‌زبان نیز می‌توان «تاریخچهٔ کلیسایی انگلیسی‌ها» نوشتهٔ بید را چنین دانست.